# 恩巴勒斯
恩巴勒斯是美國明尼蘇達州聖路易斯縣的一個非建制地區。
恩巴勒坐落於梅薩比鋼鐵山脈（Mesabi Iron Range）內，其年均氣溫為34.5 °F（1.4 °C），是明尼蘇達州最寒冷的地點。

## 名稱
本社區的名稱較為奇特，因為它在英語中可以指「尷尬」。本社區因其奇特的名稱而在網絡上獲得一定的關注度。
本社區的英語名稱「Embarrass」是來自法語詞彙「Embarras」，該詞彙的意思為「以障礙或困境阻礙」。當時，第一批到達這裡的歐洲人是一群法國皮毛商人，他們覺得這裡狹窄的淺河很難讓他們用作導航，因此他們將這裡命名為「Embarrass」，以顯示要在這裡導航將會被障礙或困境阻礙。

## 地理
恩巴勒斯的座標為47°23′36″N 92°06′55″W / 47.3933°N 92.1153°W（47.3933,-92.1153）。本社區位於弗吉尼亞以東北22英里（35.4公里）、伊利以西南27英里（43.5公里）、桃爾以南12英里（19.3公里）、以及杜魯斯以北86英里（138.4公里）。本社區附近的的位城鎮有桃爾、奧羅拉、霍伊特萊克、比瓦比克和巴比特。
恩巴勒斯的中心位於21號、362號（瓦森南路）和615號（薩羅路）聖路易斯縣路的交界點，即恩巴勒斯鄉鎮的東南部。恩巴勒斯河流經本社區，而派克河則在社區附近流過。
135號明尼蘇達州道、21號縣公路和26號縣路是經過恩巴勒斯的主要道路。

## 氣候
恩巴勒斯的年均溫度為34.5 °F（1.4 °C），是明尼蘇達州最寒冷的地點。因為本社區是州中最寒冷的地點，所以它便被稱為“冷點”（The Cold Spot）。於2005年1月，本社區錄得−54 °F（−48 °C）低溫，接近其最低紀錄溫度。而本社區的非官方最低紀錄溫度則是1996年2月的−64 °F（−53 °C）。儘管當時紀錄最低溫度的泰勒環境儀器公司的溫度計能準確測量溫度，但因為這個紀錄並非由美国国家气象局紀錄，因此它不會被當作官方最低紀錄溫度。明尼蘇達州官方最低紀錄溫度為−60 °F（−51 °C），該紀錄是於1996年2月2日在本社區附近的桃爾錄得。

## 外部連結
- Embarrass.org — 社區網站